# Орден Святого Георгия (Ганновер)
Орден Святого Георгия (нем. Sankt Georgs-Orden) — высшая государственная награда королевства Ганновер, учреждённая королем Эрнстом Августом II 23 апреля 1839 года, в день святого Георгия.

## Основные сведения
Орден Святого Георгия рассматривался как высший орден королевского дома. Орден имел одну степень, количество членов ордена было ограничено 16 кавалерами. В это число не входили королевские принцы, становившиеся кавалерами ордена от рождения.
Российский император Николай I был награждён высшими орденами Ганновера святого Георгия и Гвельфов в 1840 году. Названными орденами были награждены также Александр II и Александр III.
С 20 сентября 1866 года, после аннексии Ганновера Пруссией, орденом перестали награждать.

## Внешний вид
Знак ордена представляет собой восьмиконечный мальтийский крест, увенчанный золотой короной. Концы покрыты синей эмалью с золотой отделкой и шарами на кончиках креста. Между концами находятся золотые львы. Круглый медальон в центре изображает Святого Георгия на коне в поединке с зелёным драконом. На спине есть шифр основателя ордена EAR (Ernst August Rex).
В центральном медальоне серебряной восьмиконечной звезды на бело-голубой эмали изображен святой Георгий на коне (обращенный вправо), поражающий дракона. По окружности на красной эмали — девиз ордена: «NUNQUAM RETRORSUM» («Назад никогда»). Носилась на левой стороне груди.

## Галерея
- Георг V со звездой и лентой ордена (выше — знак Гвельфского ордена)
- Король Георг V со звездой и лентой ордена